# Umayyade-kalifatets flag
Umayyade-kalifatets flag var, i hele kalifatets eksistensperiode, et grøn og hvidt flag.
| Flag | Spire Denne artikel om flag eller vexillologi er en spire som bør udbygges. Du er velkommen til at hjælpe Wikipedia ved at udvide den. |